# Fritto misto alla piemontese
Il fritto misto alla piemontese (Fricassà mëscià in piemontese) è un piatto unico tipico della cucina piemontese.

## Storia
Si tratta di un piatto di antica tradizione popolare, quando ancora gli animali venivano macellati a casa e per sprecare il meno possibile, si cucinavano le frattaglie. Piatto tradizionalmente conviviale e tipico del periodo autunnale e invernale, è tuttavia facile da reperire quasi tutto l'anno (esclusi i mesi estivi più caldi).
Gli animali di grossa taglia come l'agnello, il maiale o il vitello, dopo la macellazione, venivano suddivisi all'interno della famiglia, e le animelle, i rognoni, i filoni, il cervello, il fegato e i testicoli venivano impanati nel pan grattato e fritti in olio. Venivano poi serviti con i sanguinacci nel giorno festivo successivo alla macellazione.
Nel corso degli anni la preparazione ha subito importanti aggiunte e data la facilità con la quale ormai si possono acquistare svariati tipi di carne, si può considerare e servire come piatto unico.
Resta comunque un piatto del "di 'd festa", e abbinando il dolce con il salato, è stata aggiunta la mela e l'amaretto (prodotti comunque piemontesi), oltreché carni miste e diverse verdure.
La ricetta tradizionale vorrebbe il fritto misto costituito dai soli avanzi di macellazione del vitello per la parte "salata" e da qualche pezzo di dolce e frutta, il tutto accompagnato dalle carote saltate in padella, per un antipasto ricco e completo.
Negli anni però la composizione del fritto misto è stata notevolmente aumentata, oggi infatti il fritto misto alla piemontese può arrivare anche ad essere composto da una trentina di pezzi tra carni diverse, pesci di acqua dolce, frutta, verdura e dolce, ed è a tutti gli effetti un piatto unico.

## Composizione tradizionale
- fegato (fricassà neira)
- polmone (fricassà bianca)
- rognone
- cervello
- animelle
- filone
- granella
- salsiccia
- fettina di vitello
- semolino dolce (polenta dossa, friciolin)
- semolino dolce al cioccolato
- amaretto
- mela
- grive[5]
- frisse[5]

il tutto accompagnato da carote saltate in padella.

## Composizione attuale
La composizione del fritto misto è cambiata in base ai gusti ed alla  fantasia in cucina. È consuetudine ormai trovare il fritto misto alla piemontese completo di:
- fegato (fricassà neira)
- polmone (fricassà bianca)
- cervella
- animella
- filone
- salsiccia
- fettina di vitello impanata
- bistecca di pollo impanata
- semolino dolce (polenta dossa, friciolin)
- semolino dolce al cioccolato
- friciulin verde
- amaretto
- mela
- rana

il tutto accompagnato da verdure di stagione saltate in padella (generalmente carote e zucchine).